# Milewskie
Milewskie [pronunciación en polaco: /miˈlɛfskʲɛ/] es un pueblo ubicado en el distrito administrativo de Gmina Jasionówka, dentro del condado de Mońki, voivodato de Podlaquia, en el norte de Polonia oriental. Se encuentra aproximadamente a 4 kilómetros al sur de Jasionówka, a 15 kilómetros al este de Mońki, y a 30 kilómetros al norte de la capital regional Białystok.